# Малая Набережная улица
Мала́я На́бережная у́лица — улица, расположенная в Северо-Западном административном округе города Москвы на территории района Покровское-Стрешнево.

## История
Улица получила название 26 августа 1960 года по расположению на берегу Сходненского деривационного канала.

## Расположение

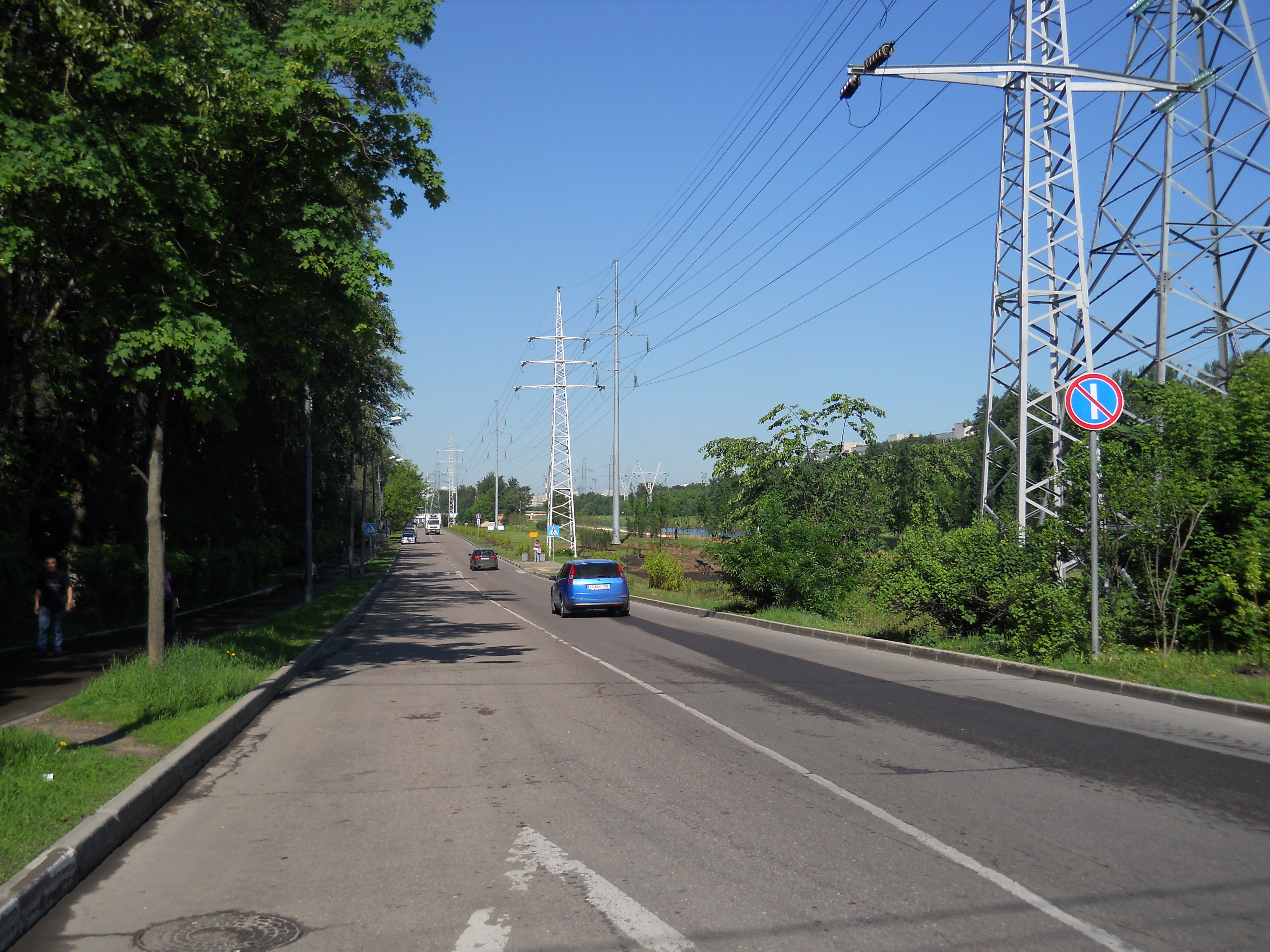
Малая Набережная улица.

Малая Набережная улица проходит от Большой Набережной улицы на запад по берегу Сходненского деривационного канала, с юга к ней примыкает Подмосковная улица, далее Малая Набережная улица пересекает улицу Свободы и проходит до Вишнёвой улицы. Нумерация домов начинается от Большой Набережной улицы.

## Примечательные здания и сооружения
По нечётной стороне:
По чётной стороне:

## Транспорт

### Автобус
- 96: от улицы Свободы до Вишнёвой улицы.
- 102: от улицы Свободы до Вишнёвой улицы.
- 678: от улицы Свободы до Вишнёвой улицы.
- Т: от улицы Свободы до Вишнёвой улицы.

### Метро
- Станция метро «Тушинская» Таганско-Краснопресненской линии — юго-западнее улицы, на проезде Стратонавтов.

### Железнодорожный транспорт
- Станция Тушино Рижского направления Московской железной дороги — юго-западнее улицы, между проездом Стратонавтов и Тушинской улицей.